# 原吉郎
原 吉郎（はら きちろう、1874年〈明治7年〉9月30日 - 1955年〈昭和30年〉12月17日）は、明治後期から昭和前期の実業家、政治家。衆議院議員（2期）、新潟県刈羽郡枇杷島村（のち同郡柏崎町、現在の柏崎市）長、同郡柏崎町長、初代柏崎市長。

## 経歴
現在の新潟県柏崎市出身。東京専修学校（現専修大学）に学び、日露戦争に参加する。その後は造酒屋を経営した。枇杷島村会議員、同村長、刈羽郡会議員を歴任した。1903年（明治36年）、新潟県会議員選挙に刈羽郡選挙区から進歩党公認で立候補して当選した。同年10月から1904年（明治37年）3月まで第17代新潟県会副議長を務めた。同月、新潟県会議員を失職した。1907年（明治40年）、憲政本党公認で立候補して再選を果たした。1911年（明治44年）に退任した。1930年（昭和5年）の第17回衆議院議員総選挙において新潟県第3区から立憲民政党公認で立候補して初当選。続く1932年（昭和7年）の第18回総選挙においても再選され、衆議院議員を2期務めた。
1936年（昭和11年）、柏崎町会議員となり、翌1937年（昭和12年）には議長となった。1938年（昭和13年）、同町長となった。1940年（昭和15年）7月1日、柏崎市が施行されると初代市長に就任した。4年後の1944年（昭和19年）にも再任され、終戦直後の1945年（昭和20年）12月には柏崎ガス会社を市営にした。翌1946年（昭和21年）1月14日に退任。その後、公職追放となった。1955年12月17日9時15分、胃癌のため柏崎市の自宅で死去。